# Grønlands Seminarium
Grønlands Seminarium (grönländisch Ilinniarfissuaq „großer Lernort“) ist das Lehrerseminar von Grönland. Es befindet sich in Nuuk. Mit seiner fast 175-jährigen Geschichte spielt Grønlands Seminarium eine außerordentliche Rolle in der grönländischen Bildungsgeschichte.

## Geschichte

### Entstehung

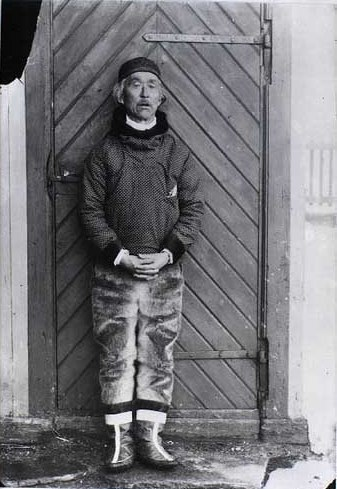
Rasmus Berthelsen, der lange Zeit die zentrale Figur im grönländischen Lehrwesen war.

Im 18. Jahrhundert entstand das Grønlandske Seminarium in Kopenhagen, das auf die theologische Arbeit in Grönland vorbereiten sollte. Es stellte sich bald heraus, dass die grönländischen Sprachkenntnisse der dänischen Studenten häufig keineswegs genügend waren, was vor allem von Wilhelm Mathias Olrik, Kaufmann in Maniitsoq und Vater des späteren Inspektors Christian Søren Marcus Olrik, kritisiert wurde. 1835 wurde eine Kommission eingerichtet, in der nach Problemlösungen gesucht werden sollte. Schließlich hielt man es für einfacher, Grönländer in Dänisch zu unterrichten und sie als Missionare und Katecheten einzusetzen, als den Dänen ein ausreichendes Niveau an Grönländisch beizubringen, was von Inspektor Carl Peter Holbøll unterstützt wurde. Also wurden vorerst einige junge Grönländer nach Dänemark geschickt, wo sie theologisch ausgebildet wurden, wobei diese Idee jedoch kaum Anwendung fand. Der erfolgreichste Student war hierbei Rasmus Berthelsen, der später eine elementare Rolle im grönländischen Lehrwesen einnehmen sollte. Man erkannte, dass es intelligenter wäre, die Grönländer in ihrer Heimat auszubilden und plante somit, mindestens ein Seminar in Grönland zu errichten. 1838 schlug der Pastor Peter Andreas Fenger die Gründung zweier Lehrerseminare vor, eines in Nordgrönland in Ilulissat und eines in Südgrönland in Nuuk. Man plante, die Grönländer so sehr in dänischer Sprache auszubilden, dass sie das Lukasevangelium und einen biblischen Brief ins Grönländische übersetzen sowie leichte dänische Gedichte und Bücher verstehen konnten, bevor die eigentliche theologische Ausbildung zum Pastor erfolgen sollte. Man sah in der Errichtung der Seminare eine große Chance, die grönländische Bevölkerung stärker zu zivilisieren. 1844 genehmigte König Christian VIII. die Errichtung zweier Seminare, die dann ein Jahr später wie geplant in Ilulissat und Nuuk eröffnet wurden. In Ilulissat am Ajoqersuivissuaq (großer Lehrort) legte man großen Wert auf den Dänischunterricht, während in Nuuk am Ilinniarfissuaq das Gegenteil geschah. Den Seminariumsleitern ging es viel stärker um die Lehre des Christentums und lediglich der Grönländer Rasmus Berthelsen kritisierte, dass der Unterricht nur auf Grönländisch stattfand und den Studenten kaum Dänischkenntnisse vermittelt wurden. 1875 wurde das Seminar in Ilulissat geschlossen und Grønlands Seminarium in Nuuk verblieb als einzige theologische Ausbildungsstätte für Lehrer und Katecheten in Grönland.

### Gebäude

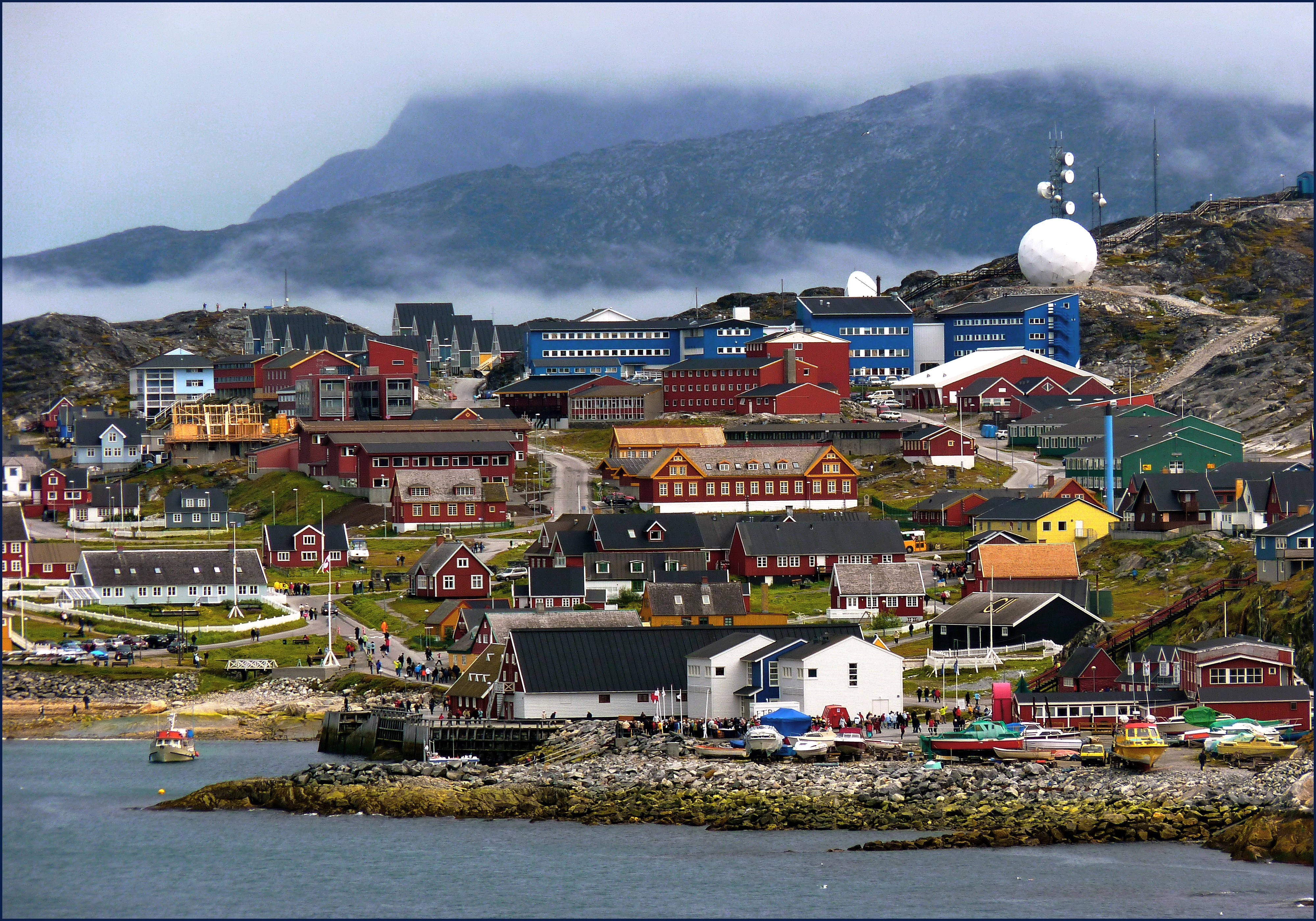
Ansicht von Nuuk. Das Haus in der Bildmitte mit den gelben Giebeln ist das heutige Seminar. Das hellblaue Gebäude unten links ist das von 1845 bis 1847 genutzte Gebäude. Dahinter (abgeschnitten) befindet sich die von 1847 bis 1907 genutzte Propstwohnung. Das Gebäude mit dem hellen Dach hinter dem Seminar ist der Gymnastiksaal. Títo ist leicht nach hinten versetzt rechts neben dem Seminargebäude zu sehen. Das Haus mit den zwei Gauben links des Seminargebäudes ist das Eskimoslottet. Die grünen Gebäude rechts des Títo sind das Qorsussuaq.

Wappen der Gemeinde Nuuk

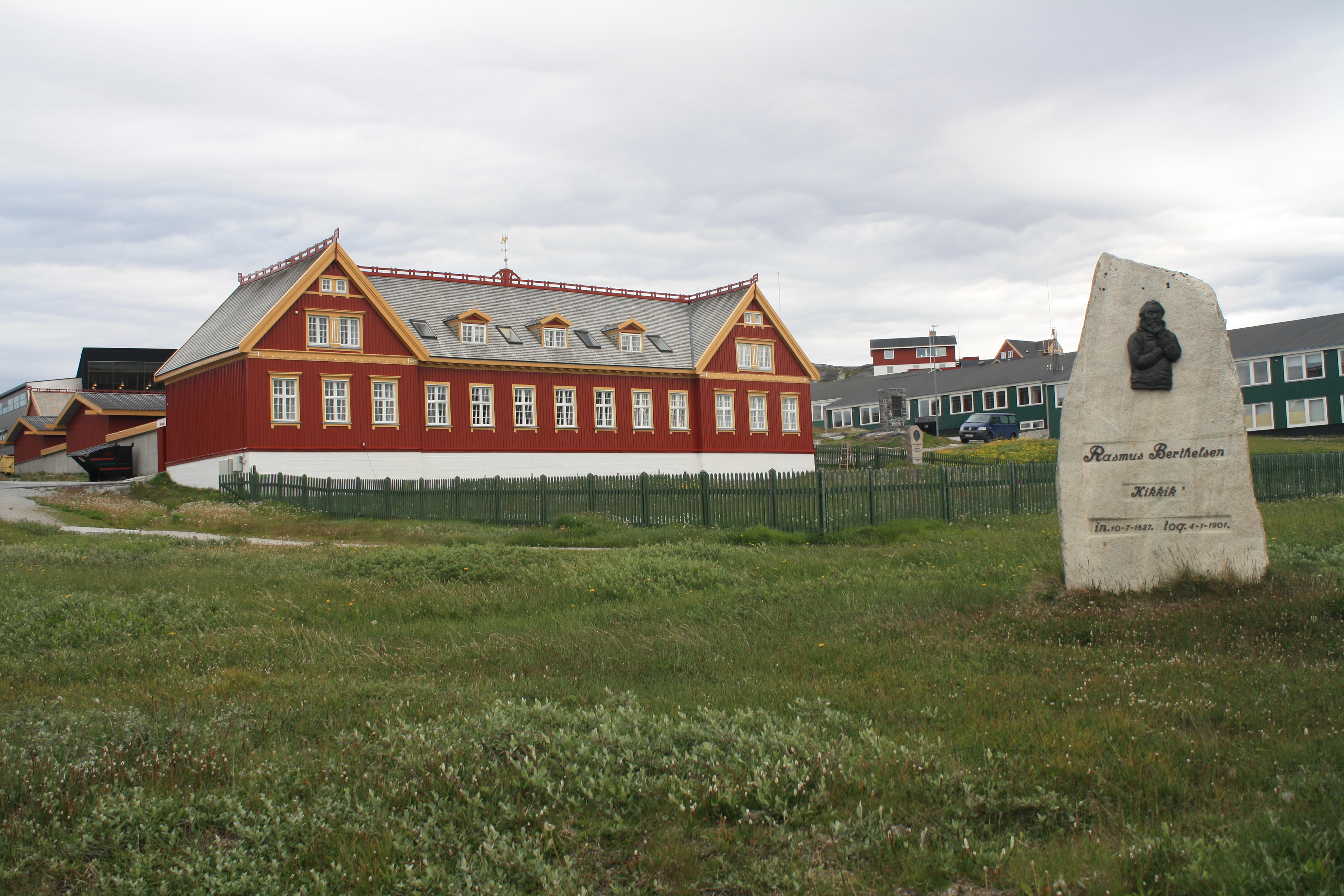
Das Hauptgebäude mit dem Denkmal von Rasmus Berthelsen

Anfangs gab es noch kein eigenes Gebäude, sodass der Unterricht in der Inspektorenwohnung stattfand. (Karte)
1847 wurde die Propstwohnung fertiggestellt, die zum Zweck des Seminarunterrichts direkt nördlich der Inspektorenwohnung auf dem östlichen Nachbargrundstück der Annaassisitta oqaluffia errichtet wurde. Im dreistöckigen Gebäude wurden zwei Unterrichtsräume im Erdgeschoss eingerichtet, der Vorsteher bzw. später Propst wohnte im Obergeschoss, während im Dachgeschoss ein Archiv und Lager untergebracht war. (Karte)
1905 beschloss man erneut, ein neues Gebäude zu errichten. Das bis heute genutzte Haus steht etwa 230 m weiter nordöstlich und wurde am 18. September 1907 eingeweiht. (Karte) Zu diesem Zeitpunkt wurden am Seminarium die Fächer Religion, Kirchengeschichte, Grönländisch, Dänisch, Rechnen, Schreiben, Allgemeine Weltgeschichte, Kulturgeschichte, Naturkunde, Geografie, Gesundheitslehre, Gymnastik, Praktische Arbeit, Kajakfahren, Jagd, Hausfleiß u. ä. unterrichtet. 1951 wurde auch Mädchen der Unterricht über die Efterskole hinaus gestattet, und das Obergeschoss wurde zum Mädchenseminar.
Für den Gymnastikunterricht wurde 1908 der Gymnastiksaal fertiggestellt. Das für damalige Verhältnisse eher große Gebäude befand sich ursprünglich direkt hinter dem Seminargebäude und wurde auch als Kultur- und Versammlungshaus, Kino sowie als Sitzungsgebäude für Grønlands Landsråd genutzt. Dort fanden zudem die Dekolonialisierungsgespräche zwischen Nord- und Südgrönland und Dänemarks Staatsminister Hans Hedtoft im Jahr 1948 statt. 1968 errichtete man zwei neue Flügel am Seminargebäude, wodurch die Gebäudegröße verdreifacht wurde. Der Gymnastiksaal wurde etwa 25 m nach Norden versetzt. (Karte)
Von 1922 bis 1923 errichtete man die alte Rektorenwohnung gut 100 m südwestlich des Seminariums, in der auch ein Büro und ein Konferenzraum untergebracht war. (Karte)
Nördlich des Gymnastiksaals steht das 1928 fertiggestellte ehemalige Hauswirtschaftsgebäude, in dessen Erdgeschoss über fünfzig Schüler Platz zum Essen fanden und das zudem eine Küche und einen Waschraum enthielt. Im Dachgeschoss lebten die Hauswirtschafterin und die Küchenhelferinnen. Über eine Luke im Waschraum gelangt man zudem in den Keller, der als Kühlraum genutzt wurde. 1960 wurde das Gebäude in seiner Funktion ersetzt. (Karte)
Von 1935 bis 1936 wurden vier Schülerhäuser errichtet, um den wachsenden Schülerzahlen gerecht zu werden, von denen heute nur noch zwei existieren. In drei der Schlafhäuser fanden 20 Schüler in je zwei Räumen Platz, im vierten weitere 12. Das direkt neben dem Seminar liegende Gebäude Títo, benannt nach dem Original Tittus „Tittukasik“ Lorentzen, der Mitte des 20. Jahrhunderts die Seminariumsschüler mit geschmierten Broten versorgte und in der Stadt den Leuten die Haare schnitt, wird heute vom Gymnasium als Musikhaus genutzt. (Karte)
1903 errichtete man in Nuuk ein zweites Krankenhaus. 1940 wurde das Gebäude umfunktioniert und diente fortan als Lehrerwohnung für das Seminarium und später als Rektorenwohnung. (Karte)
1933 wurde ein drittes Krankenhaus in Nuuk gebaut, das heute als Det gamle sygehus (Das alte Krankenhaus) bekannt ist. 1967 machte man daraus ein Pflegeheim und seit 1974 wird es als Unterrichts- und Bürogebäude genutzt. Es befindet sich unweit der alten Inspektorenwohnung direkt südlich des Bergs mit dem Hans-Egede-Denkmal nahe dem Koloniehafen. (Karte)
Von 1951 bis 1958 war das Seminarium geschlossen, und Grönländer wurden in dänischen Seminaren unterrichtet. Nach der Wiedereröffnung als reines Lehrerseminar ohne Katechetenausbildung übernahm man das 1919 noch auf der anderen Straßenseite errichtete Schulgebäude der Atuarfissuaq. 1931 war das Gebäude an die heutige Position direkt westlich des Seminars versetzt worden. Von diesem wurde das Gebäude als Wohngebäude genutzt, und wegen der im Gebäude herrschenden Kälte wurde es liebevoll Eskimoslottet (Das Eskimoschloss) genannt. (Karte)
Das aus vier aneinanderhängenden großen grünen Einzelgebäuden bestehende Qorsussuaq (Großes Grün) wurde von 1953 bis 1954 als Realschule gebaut. Zwei der Gebäude gehören heute zum Seminarium, die anderen beiden zur Seefahrtsschule und zur dezentralen Pädagogenausbildungsstätte. (Karte)
Auf dem Gelände des Seminars befinden sich vier Denkmäler zu Ehren von Jørgen Brønlund, Rasmus Berthelsen, Lars Møller und Jonathan Petersen.
Das Hauptgebäude ist als Wahrzeichen der Stadt auf dem Wappen der ehemaligen Gemeinde Nuuk zu sehen.

### Heute
Seit den 1950er Jahren dient das Ilinniarfissuaq als reines Lehrerseminar. Nach der Dekolonialisierung wurde der Unterricht verstärkt nach dänischen Maßstäben durchgeführt, seit der Einführung der Hjemmestyre ist ab den 1980er Jahren wieder das Gegenteil der Fall.
Mit Beginn des Jahres 2008 wurde das Ilinniarfissuaq in die Universität von Grönland eingegliedert, wo es seitdem ein Institut ist. Angeboten werden Bachelorausbildungen, ebenso wie man einen Abschluss als Kandidat machen kann. Zudem werden Weiterbildungskurse angeboten.
Im Jahr 1996 hatte das Ilinniarfissuaq 220 Studenten, wovon 145 Lehrerstudenten waren, die auf sieben Klassen aufgeteilt waren. Das Budget betrug etwa 19 Millionen Kronen.

## Liste der Kolonialangestellten bis 1921

### Seminarium in Nuuk
In Nuuk waren folgende Leiter und Lehrer bis 1921 angestellt.

#### Leiter
- 1845–1848: Carl Junius Optatus Steenberg
- 1848–1849: Carl Emil Janssen (interim)
- 1849–1853: Carl Junius Optatus Steenberg
- 1853–1857: Carl Emil Janssen
- 1857–1866: Haldor Ferdinand Jørgensen
- 1866–1867: Jacob Christian August Steenberg (interim)
- 1867–1869: Haldor Ferdinand Jørgensen
- 1869–1870: Johannes Emil Wiberg
- 1870–1875: Nikolaj Edinger Balle
- 1875–1877: Thøger Sørensen (interim)
- 1877–1883: Nikolaj Edinger Balle
- 1883–1885: Edvard Ægidius Lützen (interim)
- 1885–1890: Nikolaj Edinger Balle
- 1890–1891: Poul Hansen Vibæk (interim)
- 1891–1897: Nikolaj Edinger Balle
- 1897–1898: Mads Rasmussen (interim)
- 1898–1900: Nikolaj Edinger Balle
- 1900–1901: Harald Vilhelm Kristensen
- 1901–1905: Christian Wilhelm Schultz-Lorentzen
- 1905–1906: Carl Ferdinand Wagner (interim)
- 1906–1910: Christian Wilhelm Schultz-Lorentzen
- ab 1910:00. Nikolaj Frederik Severin Balle

#### Lehrer
- 1847–1848: Carl Julius Emil Jørgensen
- 1847–1901: Rasmus Storm Josva Berthel Berthelsen (unordiniert)
- 1849–1851: Carl Emil Janssen
- 1851–1853: Peder Raae
- 1853–1855: Frederik Theodor Barfoed
- 1855–1857: Haldor Ferdinand Jørgensen
- 1858–1861: Christian Heilmann Rosen
- 1859–1886: Samuel Petrus Kleinschmidt (unordiniert)
- 1865–1866: Jacob Christian August Steenberg
- 1883–1884: Erneĸ Jens Lars Johan Berthelsen
- 1889–1890: Hans Andreas Jakob Theophilus Hansen
- 1898–1899: Christian Wilhelm Schultz-Lorentzen
- 1899–1900: Hans Andreas Jakob Theophilus Hansen
- 1900:–0000 Harald Vilhelm Kristensen
- 1902–1903: Valdemar Christoffer Frederiksen
- 1903–1904: Knud Otto Georg Wassmann
- 1904–1905: Carl Ferdinand Wagner
- ab 1904: Jonathan Petersen (unordiniert)
- 1906–1907: Hother Berthel Simon Ostermann
- 1906–1908: Jens Johannes Sørensen Gandrup (unordiniert)
- 1907–1908: Carl Ferdinand Wagner
- 1908–1909: Rasmus Jørgen Nielsen
- 1908–1910: Karl Johan Pavia Chemnitz (unordiniert)
- 1909–1910: Nikolaj Frederik Severin Balle
- 1909–1919: Kristen Røjkjær (unordiniert)
- 1910–1911: Knud Balle und Hans Christian Rossen
- 1911–1912: Michael Mathias Johannes Storch
- 1912–1913: Knud Balle
- 1913–1916: Rasmus Jørgen Nielsen
- 1914–1915: Povl Rostgaard (unordiniert, interim)
- 1915–1917: Karl Johan Kornelius John Niels Chemnitz (unordniert)
- 1916–1921: Harald Emanuel Mortensen
- 1917–1918: Svend Peter Christian Rosing (unordiniert)
- ab 1920:00. Aage Nissen (unordiniert)

### Seminarium in Ilulissat
Folgende Leiter und Lehrer hatte das Seminarium in Ilulissat in seiner Geschichte.

#### Leiter
- 1846–1850: Gottfred Martin Quirinus Christophersen
- 1850–1851: Knud Diderik Nøsted
- 1851–1858: Jacob Frederik Rudolph Wolf
- 1858–1863: Niels Peter Simonsen
- 1863–1869: Ulrik Peter Christian Nissen
- 1869–1870: Nikolaj Edinger Balle (interim)
- 1870–1872: Ulrik Peter Christian Nissen
- 1872–1875: Thøger Sørensen
- 1901–1903: Mads Rasmussen
- 1903–1904: Hother Ostermann (interim)
- 1904–1907: Mads Rasmussen

#### Lehrer
- 1848–1850: Carl Wilhelm Wulff
- 1849–1862: Vittus Frederik Steenholdt
- 1850–1851: Jacob Frederik Rudolph Wolf
- 1852–1853: Ulrik Peter Christian Nissen
- 1853–1855: Niels Peter Simonsen
- 1855–1857: Jacob Kjer
- 1857–1858: Peder Raae
- 1859–1861: Johannes William Kristoffer Skram
- 1861–1863: Thøger Sørensen
- 1865–1869: Nikolaj Edinger Balle
- 1873–1874: Christian Vilhelm Rasmussen
- 1901–1903: Hother Ostermann
- 1901–1907: Gabriel Huch
- 1904–1906: Erik Jespersen